# 奥尔农
奥尔农（法語：Holnon，法語發音：[ɔlnɔ̃]）是法国上法蘭西大區埃纳省的一个市镇，属于圣康坦区。

## 地理
奥尔农（49°51'31"N, 3°12'45"E）面积6.37 平方千米，位于法国上法蘭西大區埃纳省，该省份为法国北部内陆省份，北起北部省，西接索姆省和瓦兹省，东临阿登省和马恩省，西南至塞纳-马恩省，东北部与比利时接壤。
与奥尔农接壤的市镇（或旧市镇、城区）包括：阿蒂伊、弗朗西伊瑟朗西、格里库尔、迈塞米、萨维、韦尔芒。

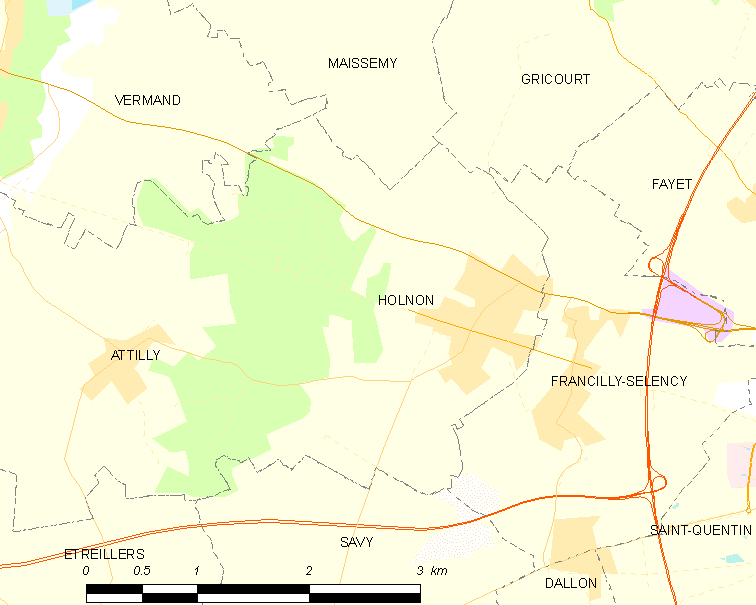
奥尔农的OSM定位图

奥尔农的时区为UTC+01:00、UTC+02:00（夏令时）。

## 行政
奥尔农的邮政编码为02760，INSEE市镇编码为02382。

## 政治
奥尔农所属的省级选区为圣康坦第一县。

## 人口

1962-2008年间奥尔农人口变化图示

奥尔农于2022年1月1日时的人口数量为1350人。